# Манжье, Жорж
Жорж Манжье́ (фр. Georges Mangier) — французский кёрлингист.
В составе мужской сборной Франции участник чемпионат мира 1979 (заняли девятое место).
Играл на позиции четвёртого, был скипом команды.

## Команды
| Сезон   | Четвёртый   | Третий    | Второй     | Первый         | Турниры           |
| ------- | ----------- | --------- | ---------- | -------------- | ----------------- |
| 1978—79 | Жорж Манжье | Пьер Саас | Рене Робер | Жерар Вендлинг | ЧМ 1979 (9 место) |

(скипы выделены полужирным шрифтом)